# Bettegney-Saint-Brice
Bettegney-Saint-Brice is een gemeente in het Franse departement Vosges (regio Grand Est) en telt 124 inwoners (2005). De plaats maakt deel uit van het arrondissement Épinal.

## Geografie
De oppervlakte van Bettegney-Saint-Brice bedraagt 5,2 km², de bevolkingsdichtheid is 23,8 inwoners per km².
De onderstaande kaart toont de ligging van Bettegney-Saint-Brice met de belangrijkste infrastructuur en aangrenzende gemeenten.

## Demografie
Onderstaande figuur toont het verloop van het inwonertal (bron: INSEE-tellingen).